# 손경
손경(孫輕, ? ~ ?)은 중국 후한 말의 무장이다.

## 생애
상산에 할거하고 있던 흑산적(黑山賊)의 우두머리 장연을 섬겼다.
장연이 조군·중산·상당·하내 등의 독립 세력들과 제휴를 맺을 때, 그 중 한 세력의 지도자였던 손경은 왕당(王當)과 함께 장연을 섬겨 흑산적의 결성에 가담하였다. 이후 흑산적은 하북(河北)에 일대 세력을 구축하였다. 장연은 공손찬과 연합하며 장군 두장을 파견해 원소를 공격했으나, 거듭 패배하여 세력이 위축되었다.
건안 9년(204년), 조조의 부장 장료가 조군과 상산을 공략하자 다른 흑산적 및 독립 세력과 함께 장료에게 항복하였다.